# Англо-французская война (1543—1546)
Англо-французская война 1543—1546 годов — вооруженный конфликт между Англией и Францией в ходе четвертой войны Франциска I и Карла V.

## Англо-французские отношения
После окончания войны 1522—1526 годов Англия и Франция некоторое время были союзниками в войне Коньякской лиги. Мирные отношения были подтверждены Лондонским договором 23 июня 1532, а затем во время личной встречи Франциска I и Генриха VIII, подписавших 28 октября того же года договор в Кале, предусматривавший оборонительный союз против турок в Средиземноморье.
Отношения стали ухудшаться в результате заключения браков шотландского короля Якова V с французскими принцессами (1537—1538), возобновивших Старый союз. После начала в 1541 году нового англо-шотландского конфликта Франция приступила к поиску союзников для предполагаемой войны. 19 ноября 1541 был подписан договор с Данией, 2 июля 1542 — со Швецией, а в декабре 1542 года обновлен союз с Шотландией.
Положение изменилось после смерти шотландского короля Якова V и начала борьбы за власть между проанглийской и профранцузской группировками. Франция противодействовала попыткам английского короля добиться заключения брака между Марией Стюарт и принцем Уэльским, что привело бы к фактической аннексии Шотландии. В 1542 году отношения между двумя странами обострились настолько, что французский посол в Лондоне Марийяк был взят в заложники, и так же французы поступили с английским послом в Париже.
12 июля 1542 Франциск I объявил войну императору, рассчитывая нанести основные удары на юге, при поддержке османов. В феврале 1543 Карл V и Генрих VIII заключили союз против Франции. Англичане уже долгое время проводили модернизацию армии. Были отлиты крупнокалиберные орудия, в 1542 году из Вены были привезены новомодные военные аксессуары — барабаны и флейты для кавалерии, а в следующем году специально выписанные фламандцы Питер ван Колин и Питер Боуд начали производство мортир и гранат, необходимых для атаки разантных укреплений.

## Кампания 1543 года
Французы планировали развернуть совместные со скандинавами крейсерские операции в Северном море против англичан и фламандских рыбаков, и надеялись перерезать торговые пути на Балтике, парализовав доставку польского зерна в Нидерланды, но Кристиан III Датский отказался выполнять свои обещания. 11 кораблей нидерландского вице-адмирала Ван Меккерена в апреле соединились с английской эскадрой и сильно затруднили сообщение между Францией и Шотландией.

### Бой у Оксфорднесса
Дьеппская эскадра из 16 кораблей (из них 8 эскортных) доставила в Абердин небольшое подкрепление для графа Леннокса и кардинала Битона, но на обратном пути 6 июля у Оксфорднесса была атакована шестью большими королевскими кораблями и эскадрой Ван Меккерена. Корабли эскорта во главе с судном «Le Sacre» приняли бой, дав возможность транспортам вернуться в Дьепп. Французский корабль с экипажем в 120 человек был атакован английским судном «Lesser Galley», а флагман «Le Sacre» выдержал два абордажных боя с кораблями «Primrose» и «Minion», под командой капитанов Райса Манселла и Болдуина Уиллоуби. Несмотря на ранение своего капитана, французы отбили обе атаки, а затем сумели захватить один из английских кораблей.
Английская эскадра из восьми крупнотоннажных кораблей патрулировала в Ирландском море в районе Дамбартона, но семь французских судов, вышедших из Бреста, сумели проскочить в порт и высадить послов, пятьсот солдат и артиллерию. После этого Генрих усилил блокаду десятью бристольскими кораблями.

### Бой у Шербура
22 июля англичане пытались атаковать Шербур, чтобы отомстить за поражение при Оксфорднессе. Порт был почти беззащитен, так как гарнизон состоял всего из сорока ополченцев (так называемых mortes-payes), но патрулировавшие побережье два бретонских корабля вступили в бой с противником. В ходе сражения один из французских капитанов был убит, и победа склонялась на сторону англичан, когда в бой вступили еще два корабля из Барфлёра. Орудийным огнем французы потопили судно «Grand-Martin» из Лондона, после чего английская эскадра обратилась в бегство. Было взято 80 пленных, в том числе лорд и штурман экспедиции, оказавшийся французом-изменником (его немедленно предали смерти). Через четыре дня вице-адмирал Шарль де Ламейере и генерал-лейтенант Жоашен де Матиньон потребовали направить в город пятьсот солдат и 156 пионеров и канониров, на случай отражения новой атаки. Военные корабли были вызваны из Дьеппа, Кийбёфа и Фекана, и в следующем месяце Шербур вместе с Сен-Мало был в состоянии устроить высадку на Гернси.
9 августа французский конвой из восьми кораблей был атакован англичанами где-то в Северном море. Французам пришлось пожертвовать тремя кораблями и сотней людей, чтобы достичь берегов Шотландии и высадить десант.
Осенью французские каперы совершили пятидневный рейд вдоль побережья острова Уайт и английского берега в сторону Портленда, а англичане отвечали нападениями на побережье земли Ко в Нормандии.

### План атаки Ла-Рошели
Противники Франции надеялись использовать внутренние затруднения Франциска. Введение габели, для финансирования военных расходов, привело к восстанию населения солончаков. В Маренне, Олероне, Сен-Жан-д'Анжели, Буре, Либурне, Бордо за оружие взялись десять тысяч человек, а в Ла-Рошели протестанты поговаривали о провозглашении республики. Войска держали оборону на границах, и подавить выступления силой было невозможно.
Адмирал Фландрии Максимилиан Бургундский и вице-адмирал Ван Меккерен направились к берегам Аквитании, где к ним должны были присоединиться два крупнейших английских корабля, «Great Henry» и «Mary Rose», с 1 800 солдатами и осадным парком из 18 орудий. Штурманом экспедиции должен был стать Пьер де Биду, племянник вице-адмирала Лартига Прежана де Биду, взятый в плен англичанами на обратном пути из Шотландии.
Французы подготовились к обороне, но Максимилиан Бургундский ограничился рейдом по Жиронде, и французские корабли были использованы для борьбы с испанцами у берегов Страны басков.

### Действия в Пикардии
Совместные действия англичан с имперцами начались летом 1543 года. В Кале была сформирована небольшая армия Джона Уоллопа, капитана Гина, выступившая в грабительский поход 22 июля. 25-го англичане захватили и сожгли аббатство Лик. Другой английский отряд участвовал в осаде Ландреси.
В ноябре гарнизоны Кале, Гина и Ама напали на Оденган, в окрестностях Маркиза. Около сотни местных жителей — мужчин, женщин и детей — искали убежища в церкви, но англичане подожгли ее вместе с людьми, и те почти все погибли. В течение зимы английские войска уничтожили множество деревень, опустошив половину Булонне, до самых ворот Булони. Во многих местах крестьяне пытались укрываться в церквях, не зная о том, что приверженцы нового культа не уважают католические святые места, и в результате множество людей было сожжено заживо. Были разграблены или сожжены Фьен, Ферк, Маркиз, Рети, Ландретён.

## Кампания 1544 года
Перед началом активных действий во Франции Генрих VIII постарался решить шотландскую проблему, склонив на свою сторону графа Леннокса и направив против сторонников французов войско графа Хертфорда. Англичане разрушили Эдинбург и 5 мая взяли Лит, захватив и корабли «La Salamandre» и «l'Unicorne», подаренные Франциском своей дочери.
6 июля четыре французских корабля атаковали Фалмут, застав врасплох англо-испано-фламандскую эскадру и после нескольких часов абордажного боя захватив 11 кораблей.
Основным событием кампании была высадка армии Генриха VIII на континенте и взятие Булони, сдавшейся 14 сентября после двух месяцев осады. 18 сентября 1544 война Франциска и Карла закончилась подписанием Крепийского мира, и французы могли сосредоточиться на борьбе с англичанами. Уже в конце сентября они пытались отвоевать Булонь, а после неудачи штурма начали осаду, тянувшуюся до конца войны.

## Кампания 1545 года
Франциск I направил дофина бороться с англичанами, но тому лишь удалось заставить их отказаться от осады Монтрёя и принудить запереться в Булони и Кале. Был разработан план высадки на юге Англии и намечена переброска новых подразделений в Шотландию. В устье Сены собрали 150 кораблей и 25 галер, приведенных Поленом де Лагардом из Средиземного моря через Гибралтар. На корабли погрузили немецких ландскнехтов и лангедокскую пехоту, и сам король сопровождал флотилию до Гавра.
Генерал-лейтенант Монтгомери де Лорж собрал в Бресте экспедиционный отряд из 3 000 пехоты и 500 всадников, и, успешно избежав встречи с двумя британскими эскадрами, обогнул мыс Ландс-Энд и 3 июля высадился в Дамбартоне. По условиям трактата, заключенного 15 декабря 1543 года, шотландские горцы должны были выставить армию в 28 000 человек, но из-за их разногласий с французским командующим операция сорвалась.
В Гавре была собрана 25-тыс. морская армия под командованием графа Энгиенского. Ее ядро составляли старые знамёна, приведенные из Пьемонта генерал-полковником Жаном де Те и генерал-лейтенантом Гигом де Гифре-Бутьером. Руководить высадкой был назначен адмирал Франции Клод д'Аннебо, занявший должность генерал-лейтенанта. Английская эскадра Джона Дадли из 64 кораблей пыталась блокировать порт, но 3 июля была атакована у Ше-де-Ко галерами Пьеро Строцци, и была вынуждена отступить из-за поднявшейся бури.
Генрих VIII собрал на случай отражения французского нападения три армии: герцога Норфолка в Эссексе, герцога Саффолка в Кенте, и графа Арундела на западе, а граф Хертфорд стоял на шотландской границе.
15 июля эскадра д'Аннебо вышла из Гавра, и 18-го подошла к английскому берегу. Отряд галер и большой неф произвели высадку у Брайтона. Англичане своевременно заметили их приближение и подняли тревогу, но до подхода ополчения из Льюиса и Хоу налетчики успели частично ограбить и поджечь город.
18—19 июля состоялось сражение в проливе Солент, в районе Портсмута, где французы имели перевес. Английский флот отступил и был блокирован, но усилившаяся буря вынудила Аннебо 21-го снять блокаду и ограничиться высадкой десантов на остров Уайт. Не решившись атаковать сильно укрепленный Портсмут, перед которым стоял английский флот, французский адмирал повернул назад, под предлогом оказания помощи в осаде Булони.
15 августа состоялось морское сражение у Булони. Противники действовали нерешительно; французы имели перевес, но не пытались преследовать флот Дадли.

## Мирный договор
Франциск I был недоволен результатами кампании 1545 года. По сообщению венецианского посла, в конце года король находил положение более неопределенным, чем в начале. Морские операции против Англии потребовали значительных расходов и не принесли успеха, осада Булони свелась к возведению фортификаций вокруг города, шотландцы отказывались продолжать войну, а мир с императором казался ненадежным.
В марте 1546 30-тыс. армия графа Херфорда высадилась в Кале и подошла к Булони, но вскоре Генрих VIII также склонился к миру.
8 июня 1546 был подписан Ардреский мир, еще более унизительный для Франциска, чем договор в Крепи. В течение восьми лет Франция обязывалась выплатить почти два миллиона золотых экю в обмен на возвращение Булони. Кроме того, французы обещали содействовать установлению мира с Шотландией.